# Hávamál

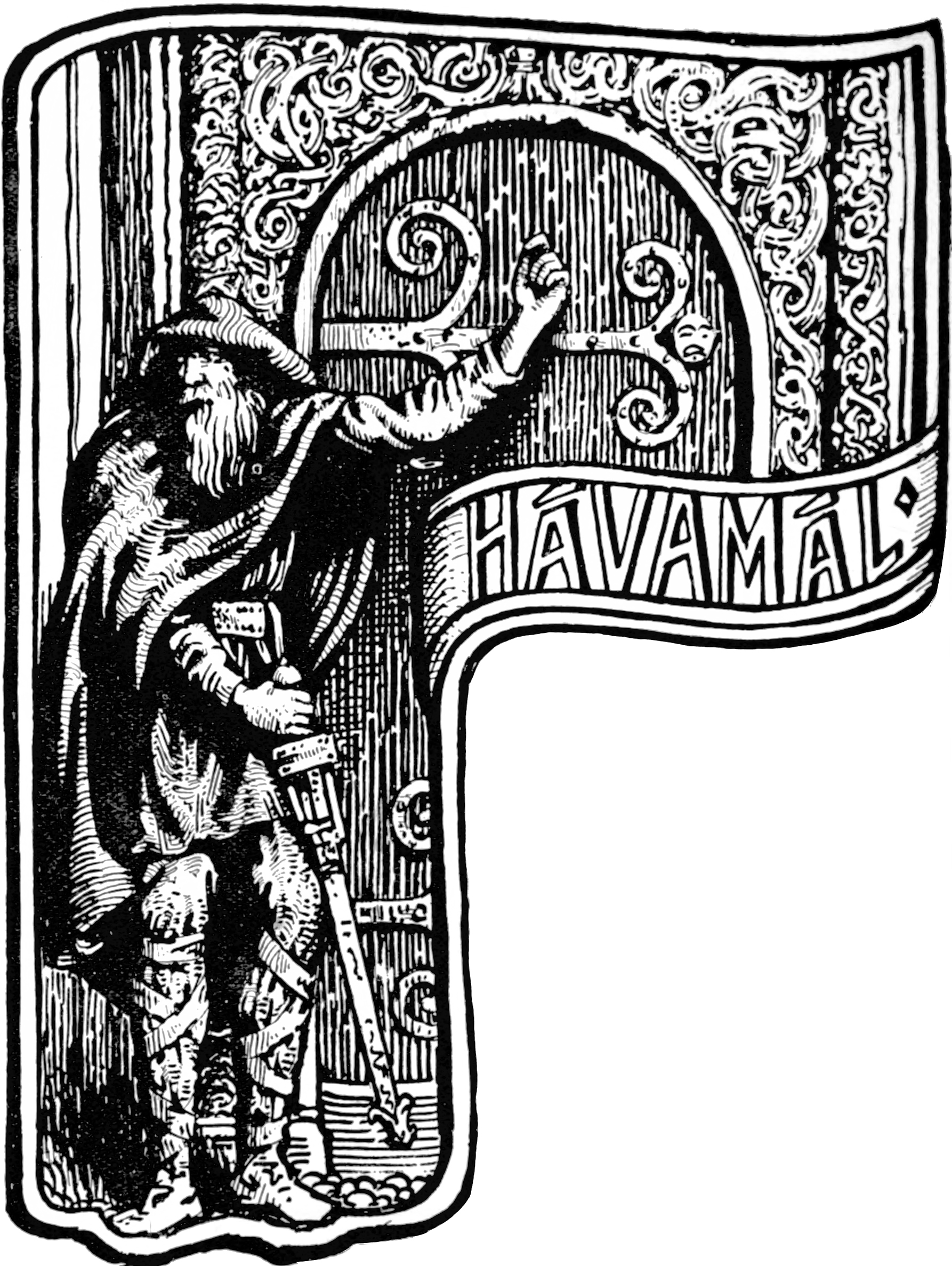
«El extranjero en la puerta», ilustración en The Elder or Poetic Edda; commonly known as Sæmund's Edda (1908) por W. G. Collingwood.

Hávamál (Dichos de Hár o Discurso del Altísimo) es uno de los poemas de la Edda poética. Propone una serie de reglas para vivir con sabiduría y para la supervivencia. Algunos versos están escritos desde la perspectiva de Odín (particularmente hacia el final, donde hay un relato sobre como Odín obtuvo las runas mágicas y los hechizos que aprendió, aunque no se menciona cómo hacer tales conjuros). El contenido de la obra es tanto práctico como metafísico. La única fuente en la cual sobrevivió este poema es el Codex Regius y se cree que no fue escrita más allá de c. año 800. Una de las primeras referencias a este poema la da Eyvindr skáldaspillir en Hákonarmál, c. 960.
Hávamál consiste de numerosos poemas, que varían en tono, tenor y forma narrativa.

## «Gestaþáttr»
La primera sección «Gestaþáttr», la «sección del invitado», estrofas 1-79, comprende una serie de máximas sobre como comportarse con un huésped o cuando se está de viaje, centrándose particularmente en la etiqueta y la relación de comportamiento entre huéspedes e invitados y el sagrado deber de la reciprocidad y la hospitalidad, la cual era de vital importancia para viajeros. La primera estrofa da un ejemplo práctico de conducta a modo de consejo:
Traducción al español de la versión de Carolyne Larrington, 1996:
Todos los umbrales, antes de cruzarlos,
deben mirarse,
mirar atentamente su camino:
no se puede saber de antemano que enemigos estarían sentados
aguardándole en el salón.
La número 77 es probablemente la más conocida del Gestaþáttr:
Deyr fe,
deyja frændr,
deyr sjálfr et sama;
ek veit einn,
at aldri deyr:
dómr of dauðan hvern.
Traducción al español de la versión de Larrington:
Las riquezas mueren, los familiares mueren
uno también debe morir;
Sé de una cosa que jamás muere
la reputación de cada hombre muerto.

## Loddfáfnismál
La siguiente sección principal del Hávamál trata sobre la moral, ética, acción correcta y códigos de conducta. Está dirigida a Loddfáfnir (el que canta solo), por ello el nombre de la sección, Loddfáfnismál, que toma el lugar del lector (o, como era el caso en esa época, del oyente).

## Rúnatal
El «Rúnatal» («Rúnatáls þáttr Óðins» o «Canción rúnica de Odín») es una sección del Hávamál en la cual Odín revela el secreto de las runas. Comprende las estrofas 138 a 165.
Odín habla de su propio sacrificio (a él mismo) en la estrofa 138.
El texto (en nórdico antiguo y en una traducción desde el inglés) es el siguiente:
| Veit ec at ec hecc vindga meiði a netr allar nío, geiri vndaþr oc gefinn Oðni, sialfr sialfom mer, a þeim meiþi, er mangi veit, hvers hann af rótom renn. Við hleifi mic seldo ne viþ hornigi, nysta ec niþr, nam ec vp rvnar, opandi nam, fell ec aptr þaðan. | Sé que colgué en un árbol mecido por el viento nueve largas noches herido con una lanza y dedicado a Odín, yo mismo ofrecido a mí mismo, en aquel árbol del cual nadie conoce el origen de sus raíces. No me dieron pan ni de beber de un cuerno, mire hacia lo hondo, Tomé las runas las tomé entre gritos, luego me desplomé a la tierra. |

## «Ljóðatal»
La última sección, el «Ljóðatal», es muy mítica, trata sobre la trasmisión de conocimiento, y sobre los misterios odínicos. Es esencialmente una lista y una guía hacia un número de encantamientos rúnicos. Existen correspondencias entre esta sección y el Sigrdrífumál, en donde la valquiria Sigrdrífa detalla cierto número de runas que ella maneja.
Estrofa 151, traducción al español de acuerdo a la traducción de Larrington:
 Yo conozco un sexto, si un hombre me hiere
con las raíces de un árbol llenas de savia:
aquel hombre que ha hecho un conjuro para herirme,
el mal lo consumirá a él, no a mi. 
El enviar una raíz de un árbol con runas talladas está muy bien documentado en la literatura nórdica; fue esta, por ejemplo, la causa de la muerte de Grettir el Fuerte.

## Neopaganismo
Muchos de los que proponen la moderna fe del paganismo germánico y otros grupos neopaganos que ofrecen una perspectiva actualizada de la mitología germana dan cierto énfasis al Hávamál como una de las fuentes de las creencias de su religión, entre otras muchas fuentes históricas.